# Top Model (Scandinavia mùa 3)
 Top Model (Scandinavia), Mùa 3  (hoặc Top Model: Milano) là mùa ba của Scandinavia's Next Top Model. 
Người chiến thắng trong cuộc thi là Freja Borchies, 18 tuổi từ Vaxholm, Thụy Điển. Cô nhận được giải thưởng là: 1 hợp đồng người mẫu với Why Not Model Management ở Milan và chiến dịch quảng cáo cho Make Up Store. 
Sau khi mùa giải này kết thúc, họ đã chia tay và tiếp tục sản xuất những phiên bản riêng của họ.

## Các thí sinh
(Tuổi tính từ ngày dự thi)
| Đến từ    | Thí sinh            | Tuổi | Quê quán          | Bị loại ở | Hạng        |
| --------- | ------------------- | ---- | ----------------- | --------- | ----------- |
| Đan Mạch  | Mira Pelle          | 23   | Svendborg         | Tập 2     | 10          |
| Na Uy     | Ingrid Sæberg       | 21   | Bergen            | Tập 2     | 9           |
| Thụy Điển | Joanna Häggblom     | 19   | Gothenburg        | Tập 2     | 10-9        |
| Thụy Điển | Sandra Nilsson      | 20   | Malmö             | Tập 2     | 10-9        |
| Đan Mạch  | Cecilia Kristensen  | 20   | Arvika, Thụy Điển | Tập 3     | 9           |
| Thụy Điển | Sofia Eriksson      | 19   | Smedjebacken      | Tập 3     | 8           |
| Na Uy     | Rikke Kalsveen      | 18   | Sofiemyr          | Tập 3     | 8           |
| Thụy Điển | Ebba Söderström     | 17   | Stockholm         | Tập 4     | 7           |
| Na Uy     | Helene Vangen       | 22   | Løten             | Tập 4     | 7           |
| Đan Mạch  | Nana Nielsen        | 19   | Nørrebro          | Tập 4     | 8-7         |
| Đan Mạch  | Stine Palle         | 20   | Næstved           | Tập 4     | 8-7         |
| Na Uy     | Ellen Brenger       | 23   | Oslo              | Tập 5     | 6 (bỏ cuộc) |
| Thụy Điển | Emma Johansson      | 20   | Stockholm         | Tập 5     | 6           |
| Đan Mạch  | Line Nielsen        | 21   | Copenhagen        | Tập 5     | 6           |
| Na Uy     | Kira Hellsten       | 19   | Fredrikstad       | Tập 5     | 5           |
| Đan Mạch  | Christina Mortensen | 19   | Aalborg           | Tập 6     | 5           |
| Thụy Điển | Julia Agapova       | 19   | Farsta            | Tập 6     | 5           |
| Na Uy     | Camilla Abry        | 23   | Hosle             | Tập 7     | 4           |
| Thụy Điển | Kristina Svensson   | 19   | Huskvarna         | Tập 7     | 4           |
| Đan Mạch  | Signe Nørgaard      | 20   | Aarhus            | Tập 7     | 4           |

Chung cuộc
| Đến từ    | Thí sinh          | Tuổi | Quê quán | Bị loại ở | Hạng |
| --------- | ----------------- | ---- | -------- | --------- | ---- |
| Na Uy     | Cathrine Wenger   | 19   | Asker    | Tập 8     | 9–8  |
| Đan Mạch  | Sara Olsen        | 18   | Nørrebro | Tập 8     | 9–8  |
| Thụy Điển | Florina Weisz     | 20   | Halmstad | Tập 9     | 7    |
| Đan Mạch  | Camilla Schønberg | 19   | Roskilde | Tập 10    | 6–4  |
| Na Uy     | Mira Wolden       | 18   | Nærsnes  | Tập 10    | 6–4  |
| Thụy Điển | Sabina Karlsson   | 17   | Växjö    | Tập 10    | 6–4  |
| Đan Mạch  | Anna Brændstrup   | 18   | Aarhus   | Tập 12    | 3–2  |
| Na Uy     | Therese Haugsnes  | 21   | Flateby  | Tập 12    | 3–2  |
| Thụy Điển | Freja Borchies    | 18   | Vaxholm  | Tập 12    | 1    |

## Thứ tự gọi tên
| 1  |               |          |            |          |           |          |  |               |         |                     | Freja        |  |  |  |  |  |  |
| 2  |               |          |            |          |           |          |  |               |         |                     | Anna Therese |  |  |  |  |  |  |
| 3  |               |          |            |          |           |          |  |               |         |                     | Anna Therese |  |  |  |  |  |  |
| 4  |               |          |            |          |           | Signe    |  |               |         | Camilla Mira Sabina |              |  |  |  |  |  |  |
| 5  |               |          |            |          | Christina |          |  |               |         | Camilla Mira Sabina |              |  |  |  |  |  |  |
| 6  |               |          |            | Line     |           |          |  |               |         | Camilla Mira Sabina |              |  |  |  |  |  |  |
| 7  |               | Nana     | Nana Stine |          |           |          |  |               | Florina |                     |              |  |  |  |  |  |  |
| 8  |               | Signe    | Nana Stine |          |           |          |  | Anna Cathrine |         |                     |              |  |  |  |  |  |  |
| 9  |               | Cecilia  |            |          |           |          |  | Anna Cathrine |         |                     |              |  |  |  |  |  |  |
| 10 | Mira          |          |            |          |           |          |  |               |         |                     |              |  |  |  |  |  |  |
|    |               |          |            |          |           |          |  |               |         |                     |              |  |  |  |  |  |  |
| 1  |               |          |            |          |           |          |  |               |         |                     |              |  |  |  |  |  |  |
| 2  |               |          |            |          |           |          |  |               |         |                     |              |  |  |  |  |  |  |
| 3  |               |          |            |          |           |          |  |               |         |                     |              |  |  |  |  |  |  |
| 4  |               |          |            |          | Camilla   |          |  |               |         |                     |              |  |  |  |  |  |  |
| 5  |               |          |            | Kira     |           |          |  |               |         |                     |              |  |  |  |  |  |  |
| 6  |               |          |            | Ellen    |           |          |  |               |         |                     |              |  |  |  |  |  |  |
| 7  |               |          | Helene     |          |           |          |  |               |         |                     |              |  |  |  |  |  |  |
| 8  |               | Rikke    |            |          |           |          |  |               |         |                     |              |  |  |  |  |  |  |
| 9  | Ingrid        |          |            |          |           |          |  |               |         |                     |              |  |  |  |  |  |  |
|    |               |          |            |          |           |          |  |               |         |                     |              |  |  |  |  |  |  |
| 1  | Sabina        | Florina  | Freja      | Freja    | Sabina    | Freja    |  |               |         |                     |              |  |  |  |  |  |  |
| 2  | Julia         | Kristina | Emma       | Kristina | Freja     | Sabina   |  |               |         |                     |              |  |  |  |  |  |  |
| 3  | Emma          | Freja    | Julia      | Sabina   | Kristina  | Florina  |  |               |         |                     |              |  |  |  |  |  |  |
| 4  | Florina       | Sabina   | Kristina   | Julia    | Florina   | Kristina |  |               |         |                     |              |  |  |  |  |  |  |
| 5  | Ebba          | Ebba     | Florina    | Florina  | Julia     |          |  |               |         |                     |              |  |  |  |  |  |  |
| 6  | Freja         | Emma     | Sabina     | Emma     |           |          |  |               |         |                     |              |  |  |  |  |  |  |
| 7  | Sofia         | Julia    | Ebba       |          |           |          |  |               |         |                     |              |  |  |  |  |  |  |
| 8  | Kristina      | Sofia    |            |          |           |          |  |               |         |                     |              |  |  |  |  |  |  |
| 9  | Joanna Sandra |          |            |          |           |          |  |               |         |                     |              |  |  |  |  |  |  |
| 10 | Joanna Sandra |          |            |          |           |          |  |               |         |                     |              |  |  |  |  |  |  |

      Thí sinh bị loại
      Thí sinh dừng cuộc thi
      Thí sinh không bị loại khi rơi vào cuối bảng
     Thí sinh chiến thắng cuộc thi
- Từ 1 tới 10 ở lần 1 là thứ tự gọi tên ở Đan Mạch
- Từ 1 tới 9 ở lần 2 là thứ tự gọi tên ở Na Uy
- Từ 1 tới 10 ở lần 3 là thứ tự gọi tên ở Thụy Điển
- Từ 1 tới 9 ở tập 8 tới 12 là thứ tự gọi tên của 3 nước
- Tập 11 là tập ghi lại khoảnh khắc từ đầu cuộc thi

### Buổi chụp hình
- Tập 1: Ảnh chân dung tự nhiên với gió (casting)
- Tập 2: Áo tắm trên trái cây
- Tập 3: Người mẹ trẻ
- Tập 4: Cảm giác của sự lãng mạn
- Tập 5: Phong cách trên đường phố bận rộn
- Tập 6: Chụp hình ở dưới nước
- Tập 7: Nữ đấu sĩ La Mã
- Tập 8: Áo tắm trên núi Anpơ
- Tập 9: Quý ông thập niên 1920
- Tập 10: Chân dung vẻ đẹp với kem
- Tập 12: Danh ca diva với người mẫu nam và tay săn ảnh